# Birgit Nordbring-Hertz
Birgit Ann-Marie Nordbring-Hertz, född 16 maj 1923, död 16 mars 2020 i Lund, var en svensk forskare (professors namn) i mikrobiologi vid Lunds universitet.
Nordbring-Hertz var dotter till missionssekreterare Martin Nordbring och hans hustru Ingeborg (f. Klinga). Hon avlade en medicine licentiatexamen 1956 i Lund, och disputerade i mikrobiologi 1974 vid samma lärosäte med en avhandling om nematodfångande svampar, och blev en internationell auktoritet på området. Efter disputationen tog hon över ansvaret för en avdelning inom mikrobiologisk ekologi, en roll hon behöll i 14 år. 1987 erhöll hon av regeringen professors namn, och blev därmed den första kvinnliga professorn vid den naturvetenskapliga fakulteten vid Lunds universitet.
Nordbring-Hertz gifte sig 1953 med professorn i elektrisk mätteknik Hellmuth Hertz (f. 1920, d. 1990), och fick två söner, Thomas och Hans Hertz.

## Forskning
Birgit Nordbring-Hertz forskning behandlade huvudsakligen en typ av mikrosvampar, så kallade nematofaga svampar, som infekterar och konsumerar nematoder. En bakomliggande tanke vid studiet av interaktioner mellan de två organismgrupperna har varit möjligheten att använda nematofaga svampar för biologisk kontroll av växt- och även djurparasitära nematoder. De nematofaga svamparna kan grovt indelas i nematodfångande svampar (använder fångstorgan med adhesiv eller mekanisk funktion), endoparasitära svampar (använder conidiosporer) för att infektera nematoder, samt äggparasitära svampar som specifikt infekterar nematodägg. Nordbring-Hertz publicerade själv eller tillsammans med kollegor ett flertal sammanfattningsartiklar i böcker och tidskrifter (Nordbring-Hertz et al., 2011), samt vetenskapliga filmer (Nordbring-Hertz et al., 1995). Nordbring-Hertz arbetade, genom sin grupp av doktorander och andra medarbetare, med alla typer av nematofaga svampar, men hennes huvudsakliga forskning var koncentrerad kring den nematodfångande svampen Athrobotrys oligospora.
Arthobotrys oligospora bildar ett adhesivt nätverk på sina hyfer vari nematoder fastnar, dör och blir sedan penetrerade av svamphyfer.  Nordbring-Hertz tidigare forskning var koncentrad till hur fångstorgan inducerades, förutom genom beröring av nematoder även kemiskt via små peptider. Arbetet utvecklades vidare till studiet av igenkänningsmekanismer bland annat via så kallade lektiner (kolhydrat-bindande (gluko)proteiner) på svampytan som ”känner igen” specifika kolhydrater på nematodens yta (Nordbring-Hertz, B., Mattiasson, B. /1979) och startar infektionsprocessen. Nordbring-Hertz publicerade över 100 vetenskapliga artiklar om interaktioner mellan nematoder och nematofaga svampar, och hennes arbete har varit viktig för förståelsen av samspelet mellan hennes försöksorganismer, men också för kunskap generellt om interaktioner i andra biologiska sammanhang.